# Hippasinae
Hippasinae là một phân họ nhện trong họ Lycosidae.